# Stygocyathura orghidani
Stygocyathura orghidani is een pissebed uit de familie Anthuridae. De wetenschappelijke naam van de soort is voor het eerst geldig gepubliceerd in 1983 door Negoescu-Vladescu.